# Bourideys
Bourideys (gaskonsko Boridèirs) je naselje in občina v francoskem departmaju Gironde regije Akvitanije. Naselje je leta 2009 imelo 90 prebivalcev.

## Geografija
Kraj leži v pokrajini Gaskonji znotraj naravnega regijskega parka Landes de Gascogne, 29 km jugozahodno od Langona.

## Uprava
Občina Bourideys skupaj s sosednjimi občinami Cazalis, Lucmau, Noaillan, Pompéjac, Préchac, Uzeste in Villandraut sestavlja kanton Villandraut s sedežem v Villandrautu. Kanton je sestavni del okrožja Langon.

## Zanimivosti
- cerkev sv. Mihaela;